# Pierre Desjardins
(en) Statistiques sur statscrew
Pierre Desjardins (né en 1941) est un joueur de football canadien et homme d'affaires canadien.

## Carrière
Né à Montréal en 1941, Pierre Desjardins a fréquenté le collège des Eudistes de Rosemont (aujourd'hui collège Jean-Eudes). Il a joué au football junior pour les Bombardiers de Rosemont, remportant avec eux le championnat canadien en 1960. Il avait alors comme coéquipier Larry Fairholm, avec qui il jouera de nouveau quelques années plus tard avec les Alouettes de Montréal. Il obtient en 1962 une bourse de l'université du Wyoming où il étudie en administration en plus de jouer au football pour les Cowboys. 
À sa sortie de l'université en 1966, il se joint aux Alouettes comme membre de la ligne offensive. Il joue six saisons avec les Alouettes. En 1970, l'équipe remporte à la surprise générale la coupe Grey, alors que Desjardins est co-capitaine avec Fairholm. Après la saison 1971, durant laquelle il ne joue presque pas à cause de blessures, Pierre Desjardins prend sa retraite. Les Alouettes lui feront l'honneur de retirer son chandail portant le numéro 63, lors d'une cérémonie tenue en octobre 1972.

## Carrière dans les affaires
Après sa retraite, Pierre Desjardins débute comme commentateur de football canadien à Radio-Canada, mais met à profit sa formation en administration pour se lancer en affaires, carrière dans laquelle il obtient de grands succès. Il avait déjà débuté comme représentant des ventes chez Imperial Tobacco durant sa carrière athlétique, et est devenu par la suite vice-président des ventes en 1977. Au début des années 1980 il est président de la filiale québécoise de la brasserie Labatt, puis son président national de 1986 à 1990. Comme Labatt est à cette époque le commanditaire principal du Grand Prix de Formule 1 du Canada, Pierre Desjardins a l'honneur de présider la cérémonie du podium à plusieurs reprises. Une de ses plus grandes réussites chez Labatt a été l'introduction en 1981 de la Budweiser, la première bière de marque américaine introduite dans le marché canadien. De 1990 à 1994 il est président et chef de direction de la société papetière Domtar.  En 1996 il est nommé président et chef de la direction de Total Containment, une entreprise de Pennsylvanie, active dans le secteur de l’équipement d’entreposage de produits pétroliers.

## Trophées et honneurs
- Numéro retiré par les Alouettes en 1972
- Élu au Panthéon des sports du Québec en 2000[1]